# Tom Vialle
Tom Vialle (Avignon, 28 oktober 2000) is een Frans motorcrosser. Hij werd in 2020 wereldkampioen in de MX2-klasse.

## Carrière
Vialle is de zoon van voormalig GP-motorcrosser Frédéric Vialle. In 2011 behaalde Vialle met het kampioenschap in de 65cc-klasse zijn eerste titel. In 2017 maakte hij zijn debuut in de EMX250-klasse, op een KTM. Hij nam deel aan enkele wedstrijden, waarin hij wel punten wist te scoren. Hij beëindigde het kampioenschap op de zesendertigste plaats. In 2018 kwam Vialle voltijds uit in de EMX250-klasse op een Husqvarna. Halverwege het seizoen veranderde hij van merk en reed vanaf toen weer met KTM. Hij stond driemaal op het podium en beëindigde het seizoen op de achtste plaats.
In 2019 maakte Vialle zijn debuut in het Wereldkampioenschap motorcross in de MX2-klasse. Hij tekende voor twee seizoen bij het fabrieksteam van KTM, dat onder leiding staat van ex-GP-rijders Pit Beirer en Joël Smets. Hij wist in zijn eerste seizoen de Grand Prix van Zweden te winnen en eindigde vierde in de eindstand. Het tweede seizoen in deze klasse beëindigde hij met de wereldtitel.

## WK motorcross
2019: 4e Wereldkampioenschap MX2
2020:  Wereldkampioenschap MX2
2021:  Wereldkampioenschap MX2
2022: Wereldkampioenschap MX2
| 1  | 25-08-2019 | Zweden                   | Uddevalla                  |
| 2  | 08-03-2020 | Nederland                | Valkenswaard               |
| 3  | 09-08-2020 | Letland                  | Ķegums                     |
| 4  | 09-09-2020 | Città di Faenza (Italië) | Faenza                     |
| 5  | 13-09-2020 | Emilia-Romagna (Italië)  | Faenza                     |
| 6  | 11-10-2020 | Spanje                   | Arroyomolinos              |
| 7  | 18-10-2020 | Vlaanderen (België)      | Lommel                     |
| 8  | 21-10-2020 | Limburg (België)         | Lommel                     |
| 9  | 13-06-2021 | Rusland                  | Toeapse (Orljonok-circuit) |
| 10 | 05-09-2021 | Turkije                  | Afyonkarahisar             |
| 11 | 08-09-2021 | Afyon (Turkijë)          | Afyonkarahisar             |
| 12 | 19-09-2021 | Sardinië (Italië)        | Riola Sardo                |
| 13 | 10-10-2021 | Frankrijk                | Lacapelle-Marival          |
| 14 | 24-10-2021 | Trentino                 | Pietramurata               |
| 15 | 20-03-2022 | Argentinië               | Villa la Angostura         |
| 16 | 03-042022  | Portugal                 | Agueda                     |
| 17 | 10-04-2022 | Trentino                 | Pietramurata               |
| 18 | 15-05-2022 | Sardinië (Italië)        | Riola Sardo                |
| 19 | 29-05-2022 | Spanje                   | Arroyomolinos              |
| 20 | 05-06-2022 | Frankrijk                | Ernée                      |
| 21 | 26-06-2022 | Indonesië                | Samota-Sumbawa             |
| 22 | 14-08-2022 | Finland                  | Hyvinkää                   |
| 23 | 21-08-2022 | Charente Maritime        | Saint-Jean-d'Angély        |
| 24 | 04-09-2022 | Turkije                  | Afyonkarahisar             |